# Vasaloppsspåret (naturreservat, Mora kommun)
Vasaloppsspåret är ett naturreservat som omfattar delsträckan för Vasaloppet i Mora kommun i Dalarnas län. För delen i Malung-Sälens kommun finns reservatet Vasaloppsspåret (naturreservat, Malung-Sälens kommun), och för delen i Älvdalens kommun Vasaloppsspåret (naturreservat, Älvdalens kommun). 
Området är naturskyddat sedan 1994 och är 23 hektar stort. Reservatet består av byar, myrmark och skogsmark.